# Шрусбери
Шру́сбери (англ. Shrewsbury [ˈʃruːzbri]— Шрусбри или [ˈʃroʊzbri] — Шроусбри) — город в Англии, главный город графства Шропшир, на судоходной реке Северн. Второй по величине город церемониального графства Шропшир (после Телфорда). Железнодорожный узел, соединяющий ряд линий между Англией и Северным и Средним Уэльсом.

## История
Вероятно, недалеко от Шрусбери располагался Пенгверн — древняя столица валлийского королевства Поуис (возможно, это валлийское название Вирокония — римского города, развалины которого сохранились в деревне Роксетер в нескольких километрах от Шрусбери). Город известен примерно с IX века. Близость Шрусбери к границе с Уэльсом (в 14 км к западу от города) определила его развитие как одного из крупных центров Валлийской марки.
|  |

В 1074 году город был отдан Рожеру де Монтгомери, который построил в городе замок, позже было основано и аббатство. В 1403 году произошла битва при Шрусбери между Генрихом IV и Генри «Хотспуром» Перси. В позднее Средневековье Шрусбери получил известность как центр торговли шерстью, однако позднее утратил своё значение.
В Шрусбери сравнительно хорошо сохранился исторический центр города, почти не пострадавший от налётов люфтваффе во Вторую мировую войну.
В Шрусбери родился Чарльз Дарвин. В одно время в британском парламенте депутатом от Шрусбери был Бенджамин Дизраэли.

## Города-побратимы
- Зютфен

## Религия
Неподалёку от города находится мужской монастырь свв. Антония и Кутберта Антиохийской православной церкви.

## Спорт
В городе базируется одноимённый футбольный клуб «Шрусбери Таун», который играет на стадионе «Нью Медоу» с вместительностью 9875 зрителей.

## Известные уроженцы
- Берни, Чарльз (1726—1814) — композитор, историк музыки и органист.
- Дарвин, Чарльз (1809—1882) — английский натуралист и путешественник.
- Фрай, Грэм (р. 1949) — дипломат.
- Харт, Джо (р. 1987) — английский футболист, вратарь английского «Манчестер Сити» и сборной Англии.